# Martha Hildebrandt

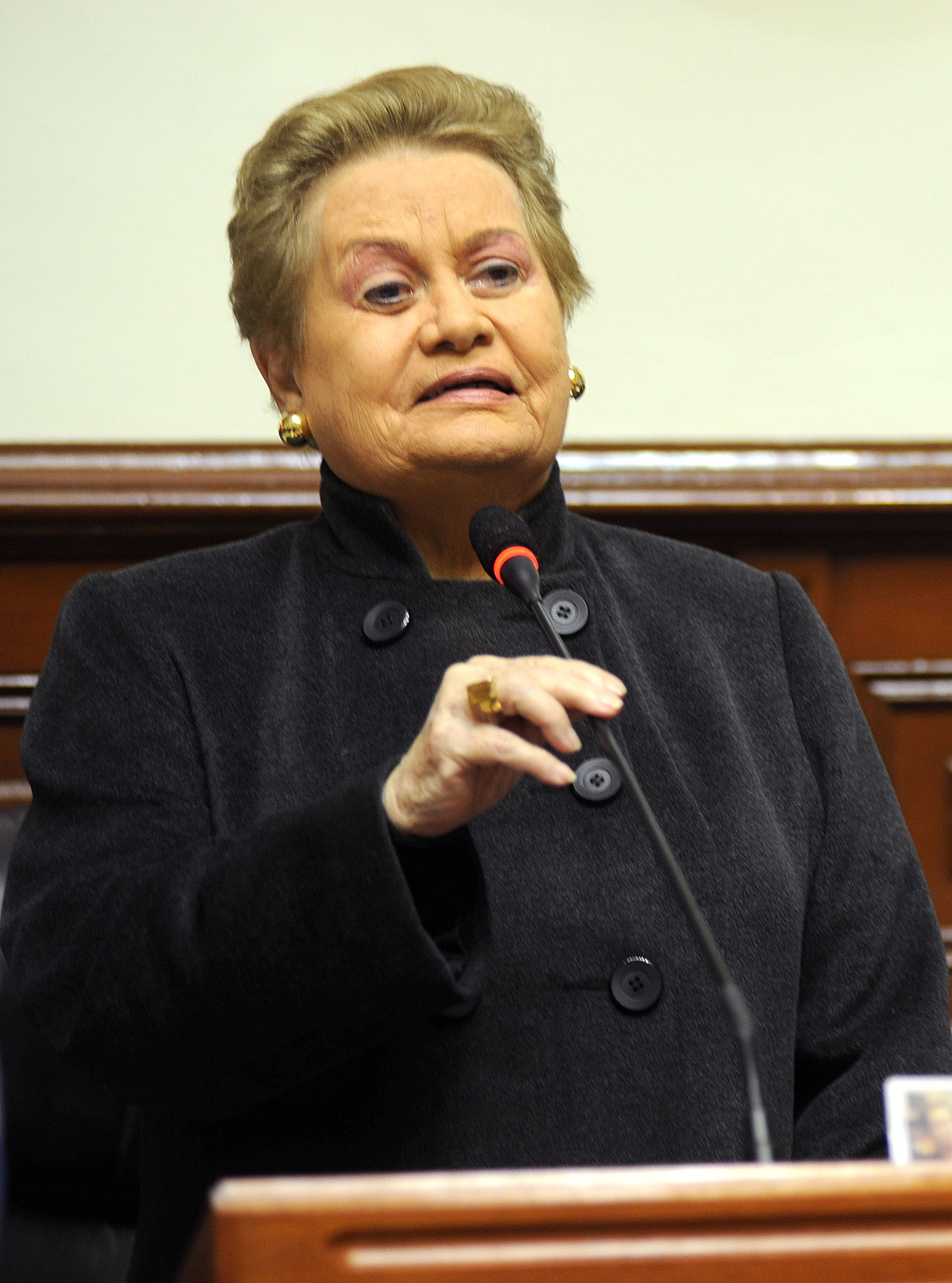
Martha Hildebrandt, 2010

Martha Luz Hildebrandt Pérez-Treviño (* 13. Januar 1925 in Chiclín, Region La Libertad; † 8. Dezember 2022 in Lima) war eine peruanische Linguistin und Politikerin der Partei Fuerza Popular. Von 1995 bis 2011 war sie Abgeordnete im Kongress der Republik Peru.

## Leben
Martha Hildebrandt wuchs zunächst auf der Hacienda ihrer Eltern, Paramonga, in der Region La Libertad auf, doch zog die Familie nach Lima, wo Martha die Sekundarschule besuchte. Sie studierte in Lima Geisteswissenschaften und Pädagogik an der Universidad Nacional Mayor de San Marcos (UNMSM) und schloss 1948 ihr Studium ab, um 1949 ihre Doktorarbeit abzulegen zum Thema Assimilation und Dissimilation. An derselben Universität war sie ab 1947 als Dozentin für Allgemeine und spanische Phonetik tätig.
Von 1953 bis 1961 war sie Dozentin, ab 1955 Professorin für Deskriptive Linguistik an der Zentraluniversität Venezuelas. Nach ihrer Rückkehr nach Lima übernahm sie von 1962 bis 1973 den Lehrstuhl für Phonetik an der UNMSM. Mit der Gründung des Nationalen Kulturinstituts Perus (Instituto Nacional de Cultura del Perú, INC) unter Juan Velasco Alvarado wurde sie dessen Generaldirektorin, was sie bis 1976 blieb. Von 1976 bis 1978 war sie bei der UNESCO in Paris stellvertretende Direktorin für Sozialwissenschaften und ihre Anwendung.
Martha Hildebrandt veröffentlichte eine Reihe von Monographien über die spanische Sprache in Lateinamerika und Peru, darunter La lengua de Bolívar (Caracas 1961; neue Ausgabe in Lima 2001 als Léxico de Bolívar) über die von Simón Bolívar verwendete spanische Sprache im 19. Jahrhundert, außerdem unter anderen Peruanismos (1969), El habla culta (o lo que debiera serlo) (2000) und 1000 palabras y frases peruanas (2011).
Nach dem „Selbstputsch“ (autogolpe) Alberto Fujimoris 1992 schloss sich Hildebrandt dessen politischen Parteien Cambio 90 und Nueva Mayoría an. Bei den Wahlen in Peru 1995 errang der Block Fujimoris mit 67 von 120 Sitzen im Kongress die absolute Mehrheit, und die neu gewählte Abgeordnete Hildebrandt wurde zur Parlamentspräsidentin gewählt, was nach ihrer erneuten Wahl ins Parlament 2000 abermals gelang, diesmal in einem rein von Frauen besetzten Präsidium mit den drei Vizepräsidentinnen Luz Salgado (Cambio 90), Marianella Monsalve und María Jesús Espinoza Matos. In diesem Amt wurde Hildebrandt wiederholt wegen ihrer „Parteilichkeit“ und „Loyalität gegenüber der Exekutive“ kritisiert und galt als „rechte Hand Fujimoris“ im Parlament. Nachdem Hildebrandt als Parlamentspräsidentin die Diskussion über die Einrichtung einer Untersuchungskommission zum Skandal um den Geheimdienstchef Vladimiro Montesinos Torres verweigert hatte, beschloss der Kongress schließlich am 16. November 2000 mit 64 gegen 51 Stimmen, Martha Hildebrandt ihres Amtes zu entheben. Dieser Sturz Hildebrandts galt als wesentlicher Schritt auf dem Weg dahin, die Diktatur Fujimoris zu beenden und zur Demokratie zurückzukehren. Zunächst rückte Hildebrandts Parteifreundin Luz Salgado in das Amt nach, doch wurde am 16. November 2000 Valentín Paniagua zum Parlamentspräsidenten gewählt und durch den Rücktritt Fujimoris drei Tage später Übergangspräsident. Bei den folgenden Wahlen am 8. April 2001 gewann die fujimoristische Gruppe Peru 2000 nur noch drei Sitze, wobei Hildebrandt scheiterte.
Bei den Wahlen in Peru 2006 wurde Hildebrandt mit 56.121 Stimmen für die nunmehr Alianza por el Futuro heißende fujimoristische Partei wieder in den Kongress gewählt. Die Legislaturperiode von 2006 bis 2011 war von einem stark in den Medien präsenten politischen Kampf zwischen Hildebrandt und den beiden indigenen, quechuasprachigen Abgeordneten María Sumire und Hilaria Supa Huamán von der Unión por el Perú geprägt, in dem sich Hildebrandt vehement gegen den Gebrauch indigener Sprachen im Parlament und für eine alleinige Verwendung des Spanischen als Amtssprache in Peru einsetzte. Nachdem Sumire und Supa ihren Eid als Abgeordnete auf Quechua abgelegt hatten, attackierte sie diese nicht nur wegen der Verwendung der indigenen Sprache, sondern sprach ihnen wegen ihrer angeblich fehlenden Bildung auch ihre Legitimation als Abgeordnete ab. Nachdem Supa zur Vorsitzenden des Ausschusses für Bildung gewählt worden war, trat Hildebrandt aus Protest demonstrativ von ihrem Sitz im Ausschuss zurück. Auch das maßgeblich von María Sumire erarbeitete und von Hilaria Supa mitgetragene Gesetzesvorhaben „Gesetz zum Schutz und Gebrauch der ursprünglichen Sprachen Perus“ wurde von Martha Hildebrandt heftig angegriffen. In diesem Zusammenhang kritisierte sie auch die in der Verfassung bereits vorgesehenen linguistischen Rechte der Indigenen: „Die Staatsverfassung ist durch Demagogie fehlgeleitet. Sie gibt dadurch Sprachen mit nur fünfhundert verlorenen Sprechern dieselbe Bedeutung, und das ist schlecht.“ Das Gesetz wurde trotz Hildebrandts Widerstand schließlich am Ende der Legislaturperiode, am 26. Juni 2011 verabschiedet als „Gesetz, das Gebrauch, Schutz, Entwicklung, Wiedererlangung, Förderung und Verbreitung der ursprünglichen Sprachen Perus regelt“ und am 5. Juli 2011 im Amtsblatt El Peruano veröffentlicht. Martha Hildebrandts Zeit als Kongressabgeordnete endete 2011.

## Familie
Martha Hildebrandts Eltern waren Jorge Hildebrandt Dávila und Áurea Luz Pérez-Treviño Olivos, ihr jüngerer Bruder der peruanische Journalist César Hildebrandt. Martha Hildebrandt heiratete den venezolanische Diplomaten Leonardo Altuve Carrillo, mit dem sie 1961 ihre Tochter Martha Isabel Altuve Hildebrandt bekam.

## Rezeption
Der Schriftsteller Mario Vargas Llosa (1990 Gegenkandidat von Fujimori bei den Präsidentschaftswahlen) bezeichnete am 5. August 2000 in El País Hildebrandt als „größte Soldatin des [Fujimori-]Regimes“ mit einer „alten, ehrlichen, vielleicht genetischen Leidenschaft für Diktaturen“.
Die ehemalige Sekretärin Martha Hildebrandts am Nationalen Kulturinstitut Perus, Tarcila Rivera Zea, spricht in ihrer Monographie Construyendo un continente inclusivo von einer „allgemein bekannten rassistischen Gesinnung von Abgeordneten wie Martha Hildebrandt gegen die bäuerlichen Frauen im Parlament“.
Der Anthropologe und Schriftsteller Rodrigo Montoya Rojas aus Puquio (Region Ayacucho) stellt der Linguistin Hildebrandt andere peruanische Linguisten wie Inés Alberto Escobar, Inés Pozzi Scott, Alfredo Torero, Rodolfo Cerrón Palomino, Luis Enrique López, Maggy Zúñiga und Gustavo Soliz gegenüber, die ganz im Gegensatz zu Hildebrandt davon bezaubert wären, wenn sie quechuasprachige Frauen mit einem großen Lächeln und einer brüderlichen Umarmung voller Bewunderung und Zuneigung empfangen könnten.